# Pompa hamulcowa

Schemat pompy hamulcowej:
korpus pompy (1), podkładka korektora hamowania (2), podpórka podkładki korektora hamowania (3), kołek (4), sprężyna dociskowa (5), pierścień uszczelniający (6), tłok (7), podkładka korektora hamowania (8), podpórka podkładki korektora hamowania (9), kołek (10), cylinder pompy (11), sprężyna dociskowa (12), wlot płynu hamulcowego (13), uszczelniacz (14), kołek oporowy (15), wlot płynu hamulcowego (16), uszczelniacz (17), kołek oporowy (18), tłok (19), uszczelka (20)

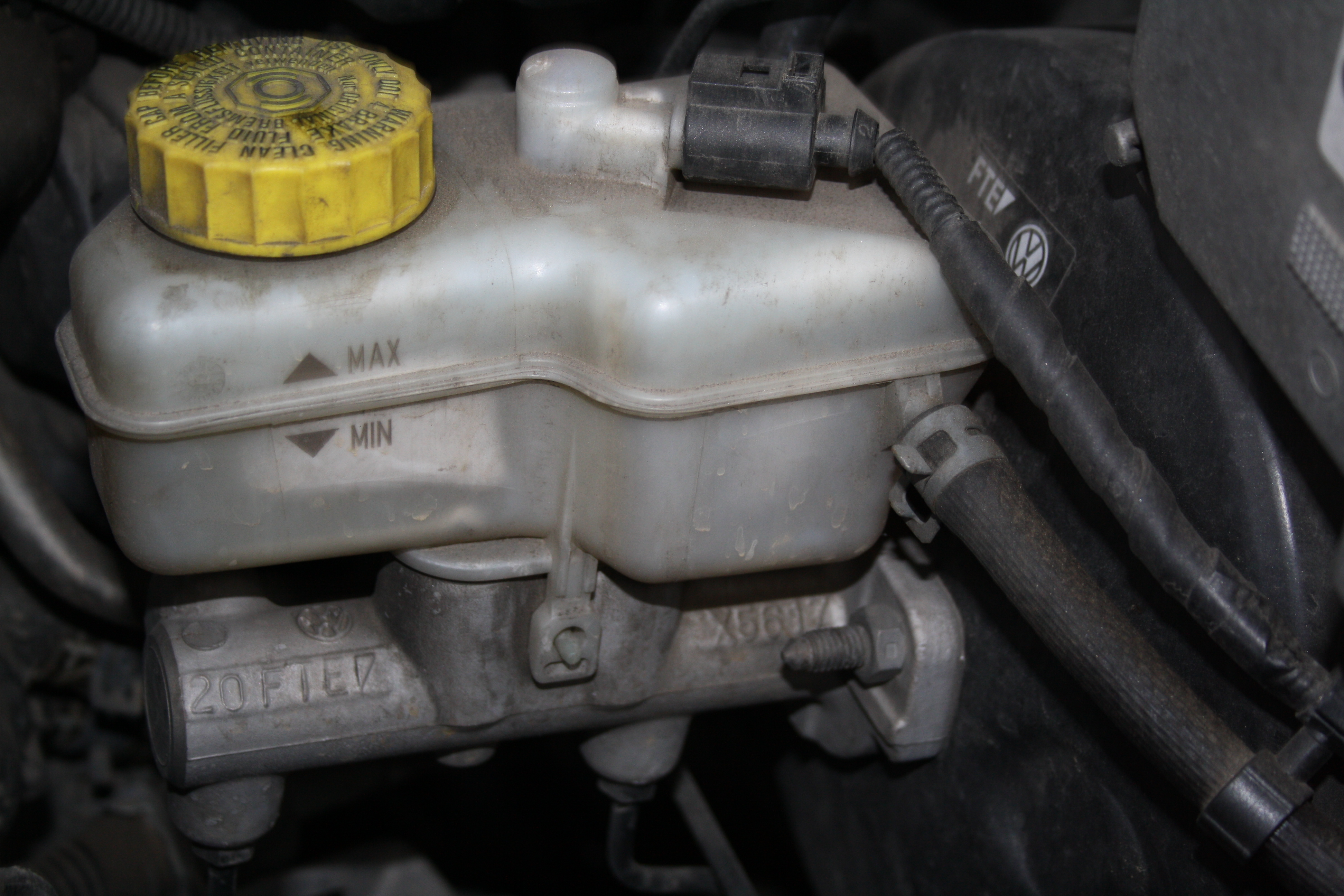
Zbiornik płynu hamulcowego zespolony z pompą hamulcową (u dołu) w samochodzie Škoda Fabia

Pompa hamulcowa – urządzenie, które pompuje przewodami płyn hamulcowy do hamulców. Jest ona sterowana dźwignią złączoną z pedałem hamulca (czasami dodatkowo wspomaganymi przez serwo hamulcowe). Najczęściej używane są pompy tłokowe ze względu na prostotę konstrukcji.